# Tomba del Dado
La Tomba del Dado  est une tombe étrusque de la nécropole de la Peschiera située dans la localité de la Peschiera près de Tuscania, commune située dans l'actuelle province de Viterbe dans le Latium, en Italie centrale.

## Description
La Tomba del Dado est une sépulture archaïque a dado,  découverte en 1967, elle est une reproduction fidèle aussi bien intérieure qu'extérieure d'une maison étrusque du VIe siècle av. J.-C.
La tombe a une longueur d'environ 10 m et est attachée à la partie rocheuse par sa partie postérieure qui y est creusée. Il s'agit d'un bloc rectangulaire coiffé d'un toit à penchant et d'une double corniche au sommet des parois. Les côtés plus courts comportent un petit tympan muni d'éléments verticaux, columen et mutulus. Sur le sommet se trouvaient originellement des acrotères à disque ainsi que des groupes sculptés avec des animaux.
À l'intérieur, un couloir conduit à trois chambres dans lesquelles sont disposés les lits funèbres.
Le pièces archéologiques retrouvées sont conservées au Museo Archeologico Nazionale di Tuscania.

## Sources
- Voir lien externe